# Michael von Rampf

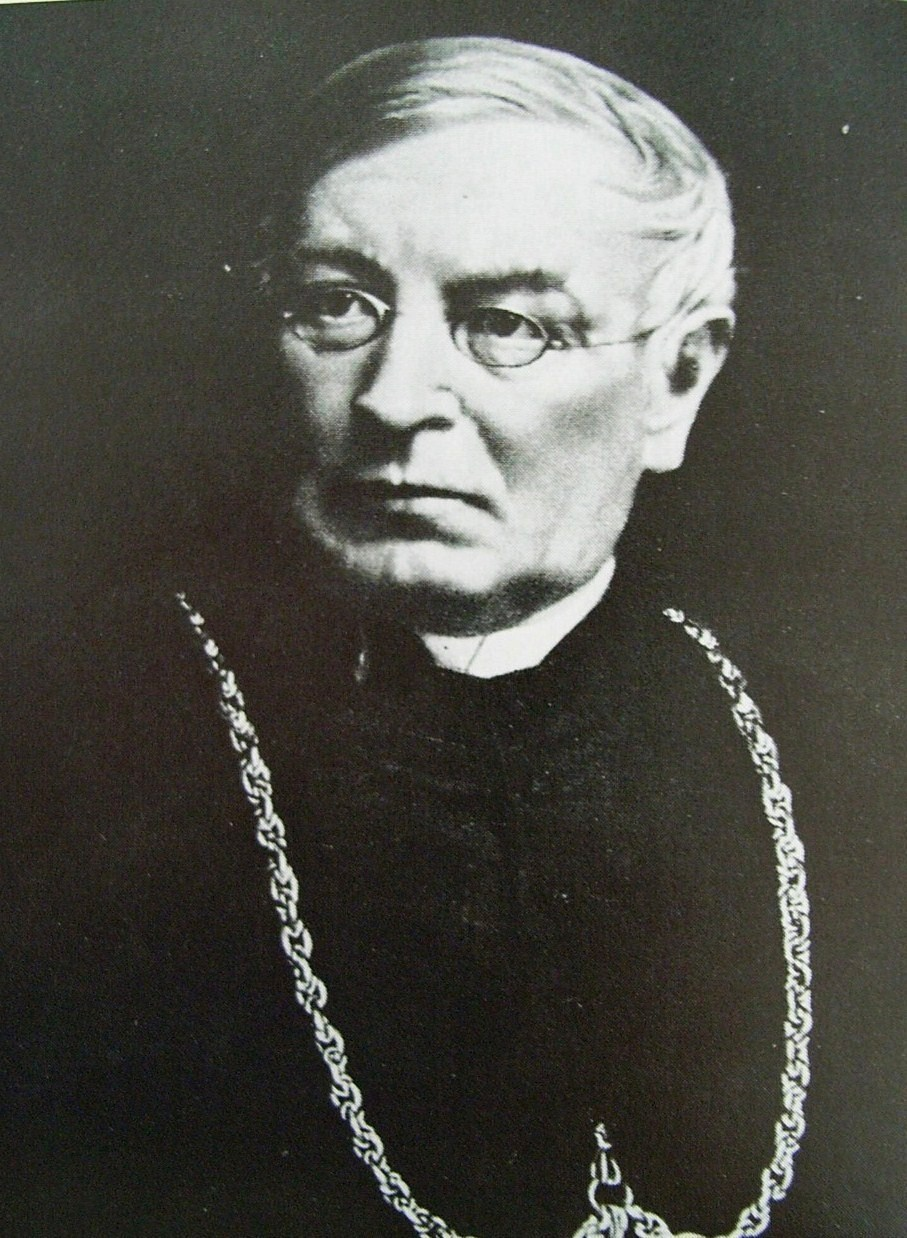
Bischof Michael von Rampf

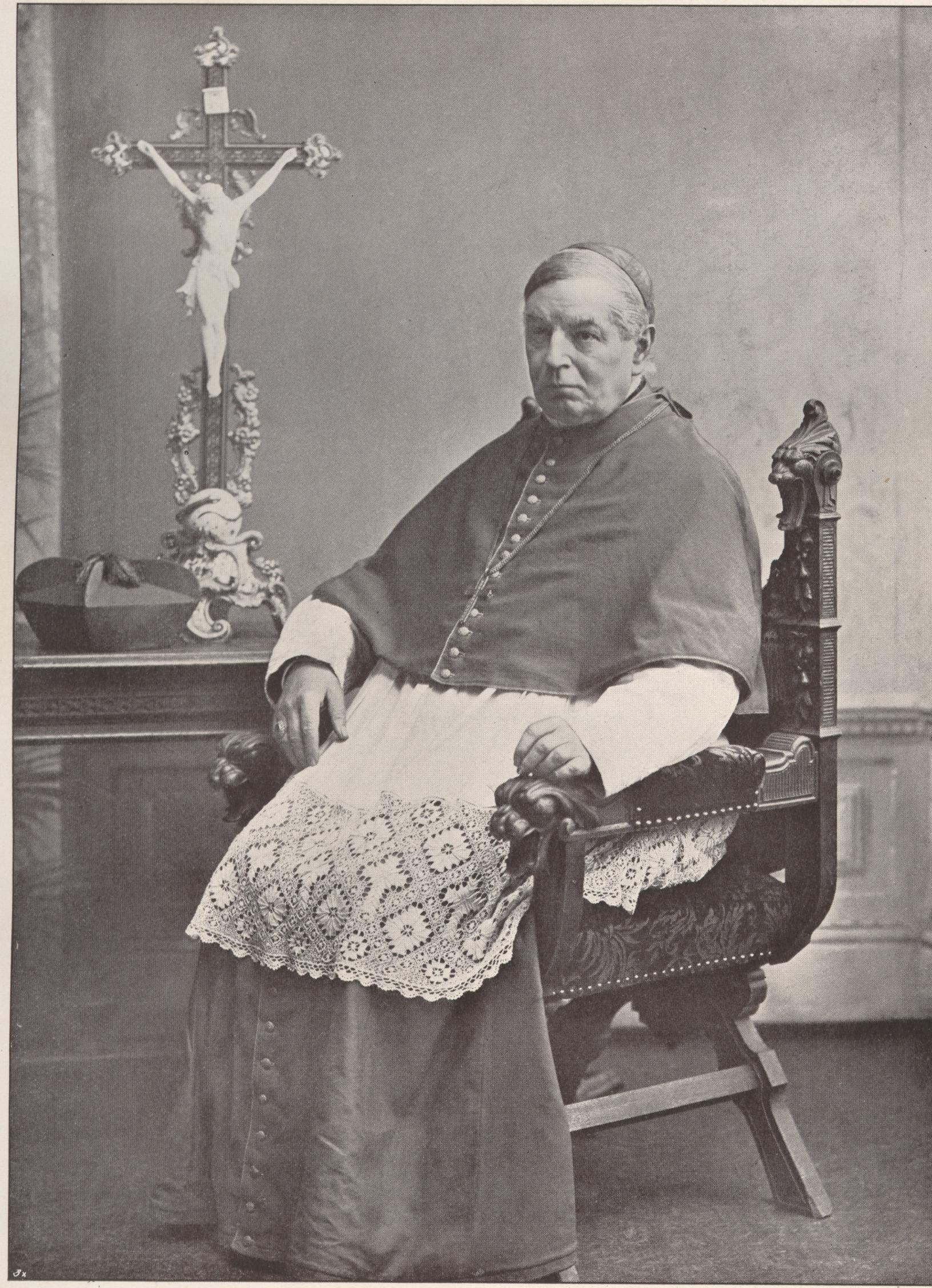
Bischof Michael von Rampf

Michael Rampf, seit 1895 Ritter von Rampf (* 4. Oktober 1825 in München; † 29. März 1901 in Passau) war Bischof von Passau von 1889 bis 1901.

## Leben
Michael Rampf war der Sohn des Sergeanten Michael Rampf und seiner Ehefrau Magdalena, geborene Guttenberger. Er besuchte das (heutige) Wilhelmsgymnasium München, an dem er 1843 das Abitur ablegte. Anschließend studierte er in München Philosophie und Theologie.
Er absolvierte das Pastoraljahr im Klerikalseminar Freising und empfing danach am 17. Juni 1848 die Priesterweihe für das Erzbistum München und Freising. Rampf war zunächst Kurat an der Herzogspitalkirche in München und seit 1851 Repetitor am Klerikalseminar in Freising. 1853 promovierte er mit einer exegetischen Arbeit zum Dr. theol. 1855 ernannte Erzbischof Karl August Graf von Reisach den 29-jährigen zum Direktor des Freisinger Klerikalseminars. Zugleich wurde er Professor für Pastoraltheologie. 1865 berief König Ludwig II. ihn auf Vorschlag von Erzbischof Gregor von Scherr in das Münchner Metropolitankapitel. 1874 erfolgte seine Ernennung zum Generalvikar.
Rampf, als Generalvikar engster Mitarbeiter der Münchner Erzbischöfe Gregor von Scherr und seines Nachfolgers Antonius von Steichele, wurde 1882 zum Dompropst ernannt. Da er als staatskritisch galt, zögerte die bayerische Regierung, ihm ein Bischofsamt zu überlassen. Am 8. Dezember 1889 endlich sprach Prinzregent Luitpold die Nominierung zum Bischof von Passau aus. Die päpstliche Ernennung folgte am 30. Dezember 1889. Am 11. Mai 1890 empfing er in Passau durch seinen Vorgänger Antonius von Thoma, der inzwischen Erzbischof von München und Freising war, die Bischofsweihe. Mit Verleihung des Komturkreuzes des Verdienstordens der Bayerischen Krone wurde er 1895 in den persönlichen Adelstand erhoben.
Als Bischof förderte Rampf vor allem die Fortbildung des Klerus. 1890 eröffnete er in Burghausen ein zweites Knabenkonvikt für den Südteil der Diözese. Im selben Jahr ordnete er regelmäßige Pastoralkonferenzen für den Seelsorgsklerus an. 1896 führte er das Ewige Gebet in allen Kirchen des Bistums ein. In seiner elfjährigen Amtszeit konnte er 43 neue Pfarreien und zehn neue Exposituren gründen. Der Passauer Dom erhielt während seiner Amtszeit durch das Anbringen der beiden Turmhauben seine heutige Gestalt.
Ab 1874 war er Ehrenmitglied der katholischen Studentenverbindung KDStV Aenania München.